# Sphingulus
Sphingulus es un género de polillas de la familia Sphingidae, que contiene únicamente una sola especie, Sphingulus mus , la cual se encuentra en el Extremo Oriente ruso y el sur de la Península de Corea hasta la República Popular China.
Su envergadura  va desde los 57 a los 60 mm. 

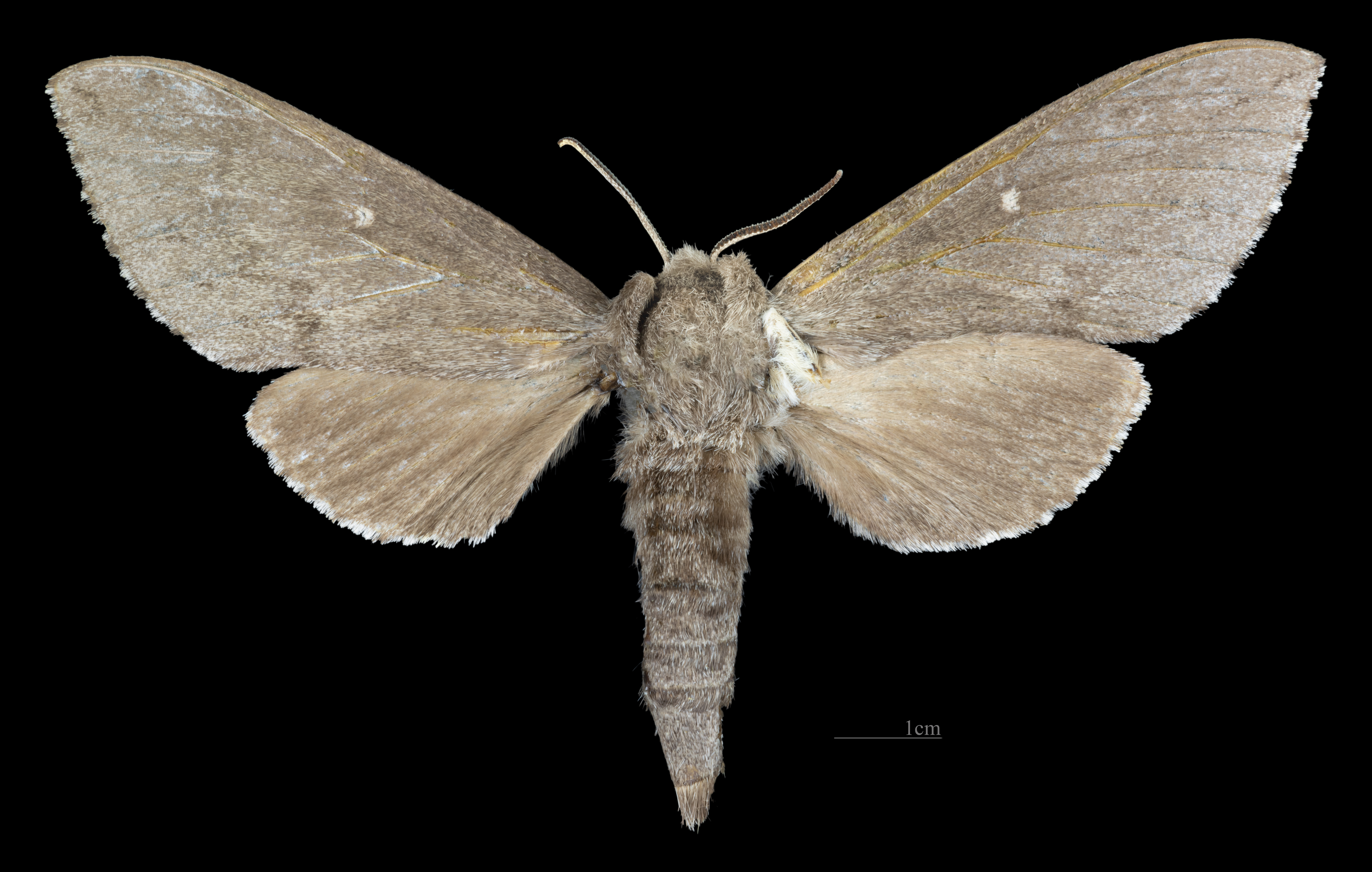
Sphingulus mus ♀
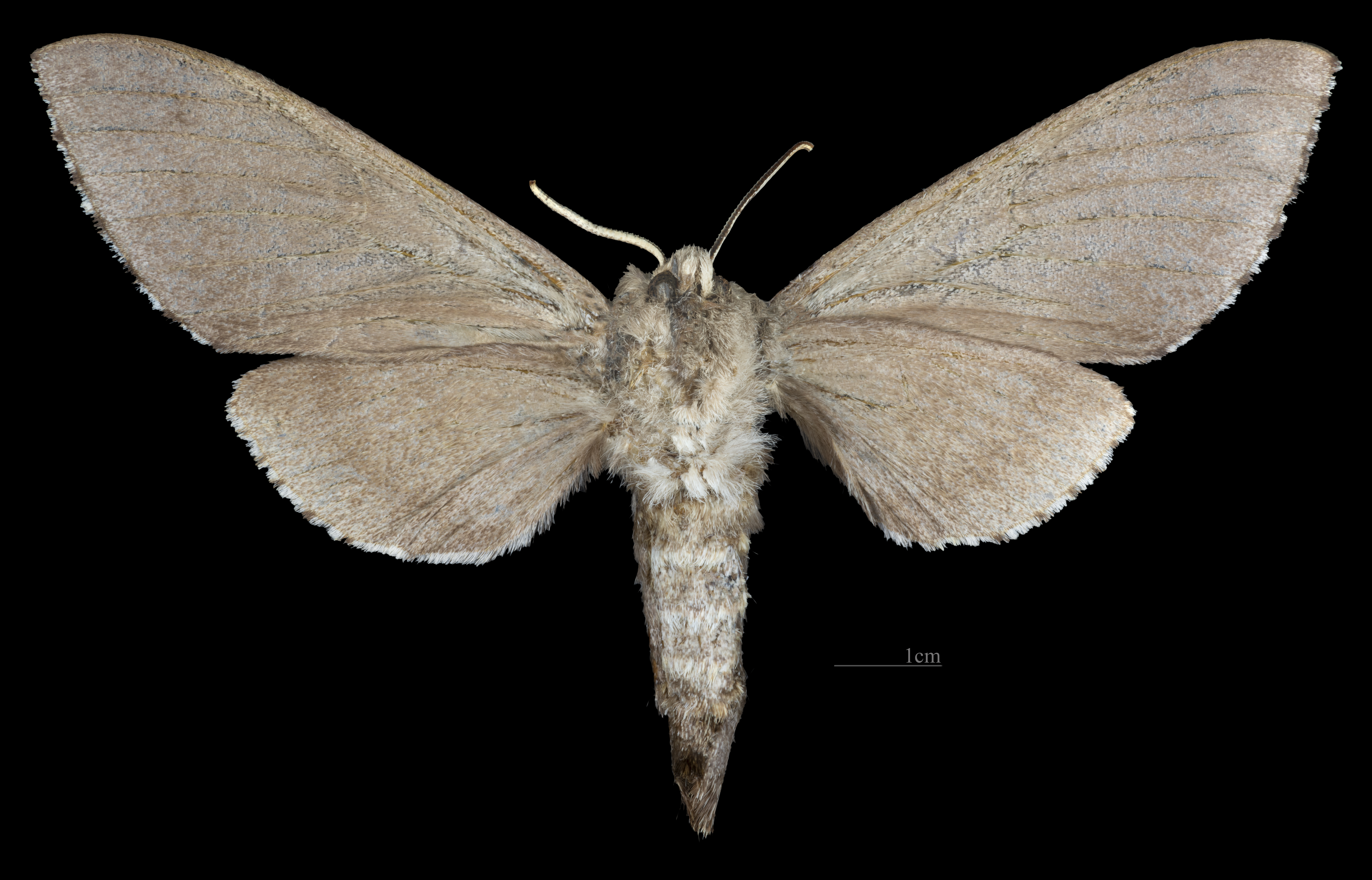
Sphingulus mus ♀ △

En China del norte, hay una generación por año con adultos en mayo y junio. 
En el norte-China oriental y Extremo Oriente ruso,  hay algunos años en los que probablemente vuela una segunda generación parcial con adultos en julio y agosto. (Voltinismo).
En Corea, los adultos han sido vistos durante los meses de junio y julio.

## Sinonimia
- Sphingulus mus taishanis, Mell, 1937.